# Kétegyháza–Elek–Kisjenő-vasútvonal
Az eredetileg Kétegyháza-Kisjenő vonalat az Arad-Körösvölgyi Vasút építette 1883-ban, a közforgalomnak 1884.I.1.-én adták át.
A vonalat 1887-ben továbbépítették Nadabig, bekötve ezzel az Arad-Borossebes vonalba. 1893-ban a vasúttársaság egyesült az Arad-Csanádi Vasúttal és együtt Aradi és Csanádi Egyesült Vasutak (ACsEV) néven működtek tovább.
Az első világháború után 1919. őszén a forgalom leállt a román megszállás miatt. A trianoni békeszerződés Elek és Ottlaka között vágta el a vonalat, átmenő forgalmat nem szerveztek, az állomásoktól a határig vezető szakaszokat mind a két oldalon felbontották.
1923. I.1.-étől az ACsEV vonalait, így az elekit is a Győr-Sopron-Ebenfurthi Vasút kezelte. 1927.II.5.-én alakult meg az ACsEV jogutódja a Szeged-Csanádi Vasút, az SzCsV. A vasútvonalon komolyabb felújítás a két háború között nem történt. A pálya és Elek állomás felépítménye, 1944.IX.1.-én:
– 100 vfm 24.92 kg/fm „k” sínrendszer zúzottkő ágyazatban
– 7 300 vfm 23.6 kg/fm „eII” sínrendszer bányakavics ágyazatban